# Besedna zveza
Besédna zvéza je zveza dveh ali več besed, ki sta med seboj slovnično povezani (npr. lepa hiša, govoriti razločno, oče in mati). Povezava med besedami v besedni zvezi je odvisnostna ali logična. Glede na medsebojno razmerje sestavin so treh vrst:
- podredne besedne zveze – ena izmed vsaj dveh besed je vodilna, druga odvisna (npr. lepa hiša, govoriti resnico);
- priredne besedne zveze – besedne sestavine so enakovredne, vendar je prva jedrna in druga/-e spremljevalna/-e (npr. oče in mati, lepó in prav);
- soredne besedne zveze – besede so logično enakovredne (npr. o, domovina).

Ločimo tudi proste in stalne besedne zveze:
- v prostih besednih zvezah posamezne sestavine brez težav zamenjujemo z drugimi, sopomenskimi, pri tem se lahko spremeni le slogovna zaznamovanost ali delno pomen (na primer prosto besedno zvezo metati polena pod noge v povedi Do drvarnice nismo mogli priti, ker nam je Janko metal polena pod noge. lahko zamenjamo z besedno zvezo metati kose lesa pred noge in pomen povedi Do drvarnice nismo mogli priti, ker nam je Janko metal polena pod noge. ostane podoben);
- v stalnih besednih zvezah ni mogoče zamenjavati posameznih delov besedne zveze s sopomenskimi, da bi se pomen ohranil (npr. stalne besedne zveze metati polena pod noge v pomenu ovirati v povedi Vodja mi meče kose lesa pod noge. ne moremo zamenjati z besedno zvezo metati kose lesa pred noge). Lahko pa stalno besedno zvezo (frazeologem) izrazimo nefrazeološko (Vodja mi stalno meče polena pod noge. → Vodja me stalno ovira.)

Proste besedne zveze pri govorjenju ali pisanju ustvarjamo sproti, stalne besedne zveze pa jemljemo kot že gotove enote iz svojega spomina.